# نیکولای پوچکوف
نیکولای پوچکوف (روسی: Николай Георгиевич Пучков؛ ۳۰ ژانویه ۱۹۳۰ – ۸ اوت ۲۰۰۵) بازیکن هاکی روی یخ اهل اتحاد جماهیر شوروی سوسیالیستی بود.
وی در مسابقات کشوری و بین‌المللی در مجموع برندهٔ ۳ مدال طلا، ۴ مدال نقره، ۲ مدال برنز شده‌است.